# برونو ميسيرلي
برونو ميسيرلي (بالألمانية: Bruno Messerli)‏ (17 سبتمبر 1931 - 4 فبراير 2019 ) جغرافي، وأستاذ جامعي من سويسرا.

## الجوائز
- جائزة فاوترين لود
- ميدالية المؤسس  [لغات أخرى]‏[10]
- جائزة مارسيل بينواست
- الدكتوراة الفخرية من جامعة برلين الحرة[11]
- الدكتوراة الفخرية من جامعة إنسبروك[11]
- زمالة الجمعية الجغرافية الملكية [الإنجليزية]‏ (منذ 2002)[11]

## روابط خارجية
- برونو ميسيرلي على موقع IMDb (الإنجليزية)